# Autophila satanas
Autophila satanas är en fjärilsart som beskrevs av Charles Boursin 1940. Autophila satanas ingår i släktet Autophila och familjen nattflyn. Inga underarter finns listade i Catalogue of Life.